# Skylanders: SuperChargers
Skylanders: SuperChargers (рус. Скайлендеры: СуперЗаряды)— ролевая видеоигра — платформер, разработанная студиями Vicarious Visions и Beenox и изданная компанией Activision. Игра вышла 20 сентября 2015 года на PlayStation 3, PlayStation 4, Xbox 360, Xbox One, Wii U, 20 октября 2015 года на IOS. Тогда же вышло отдельное издание для Wii и Nintendo 3DS Skylanders: SuperChargers Racing. Оно включало в себя только разработанные Beenox эпизоды с гонками. Игра является пятой в серии Skylanders и первой, в которой используются машины.

## Сюжет
Непонятно как вырвавшийся из плена Каос (история его освобождения рассказывается в комиксе "Skylanders. Rift into Overdrive"), смог, кажется, захватить весь Скайлендс, создав свою империю и пленить главных героев. Игровое действие начинается с того, что Хьюго, Кали и Флинну удается установить связь с игроком, чтобы тот установил транспорт со Скайлендером на Портал силы. Пройдя через портальный туннель, Скайлендер приходит в темницу, пройдя через которую, он освобождает главных героев. Снаружи главные герои видят, как машина под названием "Небесный пожиратель" (The Sky Eater) создает подобие Черной дыры, которая поглощает в себя остров. К тройке героев через книгу, которую Хьюго носит в рюкзаке, обращается Мастер Ион. Он говорит, что благодаря Каосу Тьма вернулась и начинает поглощать Скайлендс и что остановить ее могут только Скайлендеры СуперЗаряды со своим транспортом.

## Игровой процесс
Как и предыдущие игры серии, Skylanders: SuperChargers относится к жанру «ожившие игрушки», в котором игрок может поставить игрушку на «Портал Силы» и перенести персонажа, представленного в виде фигурки, в игру. Игра включает модернизированный «Портал Силы», поверхность которого расширилась для того, чтобы стало возможным разместить машину, размер которой превышает размер стандартной фигурки. Появление в игре машин стало нововведением и главной особенностью SuperChargers. По словам Activision, прохождение 50 % игры приходится на вождение транспортных средств. Машины разделены на три класса, которые включают себя наземный, водный и воздушный транспорт. Наземный и водный транспорт позволяют игроку на участвовать в гонках на земле или под водой на отдельных трассах, в то время как в летательные аппаратах есть режим автопилота, который позволяет автоматически направлять игрока к цели. Также доступна функция ускорения и замедления машины.
На каждой из трасс есть препятствия, которые игрок должен обходить, и на каждой есть альтернативный маршрут, по которому игрок может быстрее достичь финишной черты. Прежде чем пересечь финишную черту игроку предстоит победить босса и разгадать головоломку, чтобы продвинуться дальше по сюжету. Также игроки могут собирать отдельные части машин для прокачки. После того, как игрок находит подходящую его машине часть, автоматически появляется окно прокачки. Доступна функция приобретать контент для прокачки машин за внутриигровую валюту «Gearbits», которая накапливается посредством завершения миссий и уровней. Для каждого персонажа есть подходящая конкретно ему машина, и как только игрок составляет правильную комбинацию, персонаж переходит в режим «Суперзаряд», который придаёт машине дополнительные возможности (но при условии, что машина не подвергалась прокачке ранее). 117 героев из предыдущих серий Skylanders, включая Skylanders: Spyro’s Adventure подходят для игры в SuperChargers, а сама новая серия включает в себя только 20 новых персонажей, что меньше, чем обычно, так как к ним добавились ещё и машины. Повторяющиеся старые герои, такие как Стелс Эльф и Триггер Хэппи, были визуально переработаны, и к ним добавились новые способности и новые варианты прокачки. Версия игры для Nintendo включает в себя эксклюзивных персонажей Донки Конг и Боузер из известной серии Mario, которые могут также использоваться в качестве фигурок Amiibo в других играх.
Также в игре есть режим кооператива с другим игроком. В этом случае используется одна машина, которую водит один игрок, в то время как второй обороняется от атак противников.
Появились спец-места с бонусами, вход в которые могут открыть лишь Скайлендеры «Суперзаряды».
Мини-игра Небесные камни была обновлена и улучшена. Применяя ловушки из предыдущей игры серии Skylanders Trap Team, можно ввести в игру пойманных злодеев, вместе с которыми добавляются их уникальные камни (но играть самими пойманными злодеями в этой игре не получится). Как и в предыдущих играх серии, в стартовый комплект включен портал силы. Однако, портал из предыдущей игры Trap Team будет работать и в Superchargers при наличии цифровой версии игры на консоли.
Сами ловушки могут улучшить оружие транспорта, их энергия будет показываться индикатором.

## Герои
Skylanders SuperChargers включает в себя 20 пар — персонаж и подходящая для него машина. Также можно составлять многочисленные варианты фигурок Скайлендеров и машин. Помимо этого в игре есть трофеи, которые позволяют игрокам соревноваться с побеждёнными злодеями на гоночных трассах. В стартовый комплект тёмного издания игры включен трофей Каоса.

## Разработка
Выход новой части Skylanders был подтверждён издательством Activision 5 февраля 2015 года. Информация о включении машин в игровой процесс и название новой части просочилась 26 мая 2015, до официального раскрытия 3 июня 2015 года.
Компоненты гонок во всей игре разрабатывались студией Beenox. Версии для Nintendo 3DS и Wii включают только гоночную часть, так как портирование игры полностью было «серьезным вызовом», и директор Максим Монткалм заявил, что «это никому не под силу».

## Отзывы
| Сводный рейтинг | Сводный рейтинг | Сводный рейтинг | Сводный рейтинг |
| Издание         | Оценка          | Оценка          | Оценка          |
| Издание         | PS4             | Wii U           | Xbox One        |
| --------------- | --------------- | --------------- | --------------- |
| GameRankings    | 81,39 %         | 86,83 %         | 77,25 %         |